# كركار (محافظة)

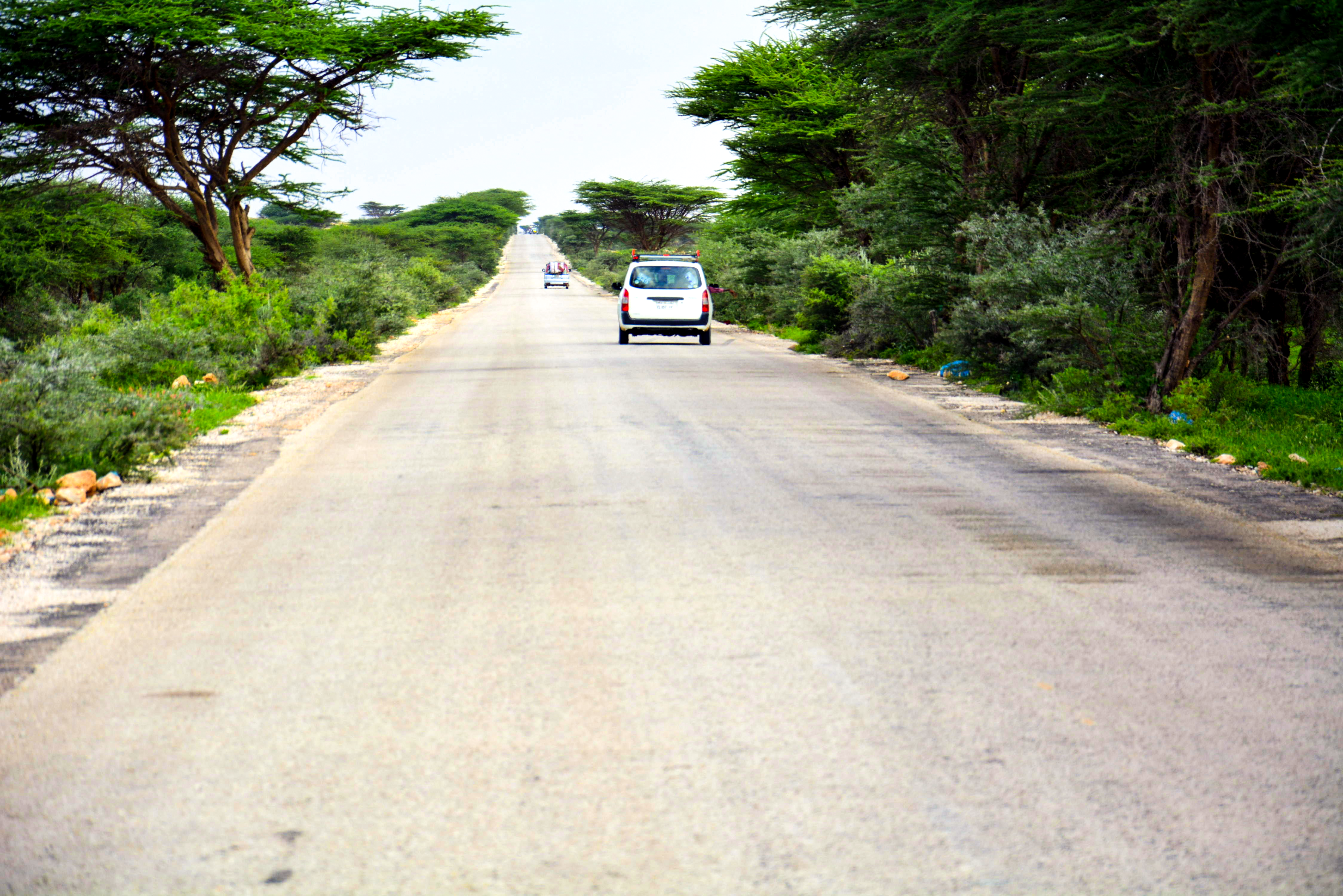
محافظة كركار 24 مايو 2017

كركار هي سلسلة جبال تمتد من الحدود الشمالية الغربية للصومال مع إثيوبيا وصولا إلى مضيق غواردافوي .  وتُطلق على محافظة بولاية بونتلاند المتمتعة بالحكم الذاتي، وكانت سابقا جزءا من محافظة باري وتقع في الجزء الشرقي منه قبل إعلانها محافظة قائمة بذاتها. عاصمتها قرضو.
منذ الحرب الأهلية الصومالية، غالبًا ما يشار إلى جبال كركار باسم جبال جوليس، وفقًا للثقافة الشفهية للصومال التي نشرها معهد اللغة الدفاعية في عام 2020، وجبال جوليس هي نفسها تلال جلجالة، وهي جزء من سلسلة جبال كركار. وتقع مرتفعات أوغو جنوب سلسلة جبال كركار. 